# Jeonbokjuk
O jeonbokjuk é uma das jóias culinárias da Coreia, uma rica variedade de juk (죽) ou gachas que combina a suculência do abalone com o grão de arroz branco. Na cultura coreana, o abalone é reverenciado como um tesouro gastronômico de alta qualidade, muitas vezes oferecido como um presente digno de reis. Esta iguaria é, em particular, uma especialidade local da pitoresca ilha de Jeju, conhecida por suas colheitas generosas de abalones.
O jeonbokjuk não é apenas uma delícia para o paladar, mas também um tesouro nutricional e uma bênção digestiva, especialmente valorizada entre os doentes e os mais idosos.